# 마도초등학교
마도초등학교는 대한민국 경기도 화성시 마도면 석교리에 있는 공립 초등학교이다.

## 학교 연혁
교명 변경
| 1934년 | 11월 21일 | 설립인가                  |
| 1935년 | 4월 25일  | 마도공립보통학교 개교     |
| 1938년 | 4월 1일   | 마도공립심상소학교로 개칭 |
| 1941년 | 4월 1일   | 마도공립국민학교 개칭     |
| 1996년 | 3월 1일   | 마도초등학교로 개칭       |

상세 연혁
| 1984년 | 9월 11일  | 병설유치원 개원                                                     |
| 1986년 | 9월 20일  | 어린이 놀이동산 준공                                                |
| 1992년 | 12월 10일 | 급식소 설치                                                         |
| 2002년 | 6월 4일   | 전 학급 에어컨 설치                                                 |
| 2013년 | 7월 22일  | 학교 내외부 환경 개선 공사                                          |
| 2015년 | 4월 19일  | 급식 조리실, 음악실 준공                                            |
| 2016년 | 2월 12일  | 제78회 졸업식(20명, 총 졸업생 4,297명)                              |
| 2016년 | 3월 1일   | 초등학교 6학급, 특수 2학급, 유치원 1학급 편성                       |
| 2016년 | 3월 14일  | 초등학교 6학년 1학급 증설(초등 7학급, 특수 2학급, 유치원1학급 편성) |
| 2017년 | 2월 15일  | 제79회 졸업(35명, 총 졸업생 4,332명)                                |
| 2017년 | 3월 1일   | 초등학교 6학급, 특수 1학급, 유치원 1학급 편성                       |
| 2017년 | 3월 1일   | 제28대 전경희 교장 취임                                             |

## 같이 보기
- 씨랜드 청소년수련원 화재 사고 - 1999년 6월 30일에 일어난 화재 사고로, 이 학교 교사였던 김영재 교사가 자신의 제자 42명을 모두 구하고 자신은 불길에 갇혀서 숨져, 많은 사람들에게 감동을 주기도 하였다.[1]

## 참고 자료
- 마도초등학교 - 한국교육학술정보원 학교알리미